# Magnus Carlsen Chess Tour
El Magnus Carlsen Chess Tour o Magnus Carlsen Tour és un circuit de tornejos d'escacs ràpids en línia durant la pandèmia per la COVID-19 creat l'any 2020 pel campió del món Magnus Carlsen i dotat d'1 milió de dòlars en premis. Els millors jugadors mundials hi són convidats.

## Tornejos
| Torneig                        | Dates                         | Dotació   | Participants | Vencedor       | Finalista       | Semifinalistes             |
| ------------------------------ | ----------------------------- | --------- | ------------ | -------------- | --------------- | -------------------------- |
| Magnus Carlsen Invitational    | Del 10 d'abril al 3 de maig   | 250.000 $ | 8            | Magnus Carlsen | Hikaru Nakamura | Fabiano Caruana Ding Liren |
| Lindores Abbey Rapid Challenge | Del 19 de maig al 3 de juny   | 150.000 $ | 12           | Daniïl Dúbov   | Hikaru Nakamura | Magnus Carlsen Ding Liren  |
| Chessable Masters              | Del 20 de juny al 5 de juliol | 150.000 $ | 12           | Magnus Carlsen | Anish Giri      | Ding Liren Ian Nepómniasxi |
| Legends of Chess               | Del 21 de juliol al 5 d'agost | 150.000 $ | 10           | Magnus Carlsen | Ian Nepómniasxi | Piotr Svídler Anish Giri   |
| Finals                         | Del 9 al 20 d'agost           | 300.000 $ | 4            |                |                 | Daniïl Dúbov Ding Liren    |